# Crump (otok)
Crump je otok sjeveroistočno od obale otoka Antigue, u karipskoj državi Antigvi i Barbudi. Nalazi se jugoistočno od otoka Guiana u zaljevu Belfast Bay, u blizini naselja Seatons.